# Sarkofag (roman)
Sarkofag (COBISS) je roman Dušana Merca; izšel je leta 1997 pri Študentski založbi. 

## Vsebina
Prvoosebni pripovedovalec je slikar, katerega imena ne izvemo. Dogodkov ne popisuje po vrsti, ampak skače z enega življenjskega obdobja na drugega in spet nazaj. Slikar je na smrt bolan. Za svet mu postane popolnoma vseeno, ne zanima ga, kaj se dogaja z njegovimi slikami. Odtuji se od svoje žene, saj meni, da mu ne koristi več. Vse se mu zagnusi. Pripoveduje o svojem otroštvu na Kozarah, spominja se svojega življenja z ženo v italijanskem mestu Peumo. Popisuje dogodek v nekem lokalu, ko je poslušal tri mlade intelektualce, ki se pogovarjajo o politiki, kulturi in gospodarstvu. Nenadoma se preseli v vojaški zapor, kjer ga sprašujejo o njegovih zaveznikih ipd.
Dogodki so včasih nepomembni, drugič spet ključni (npr. ko zadavi svojo ženo in se je s tem reši). Slikar se napoti v Ljubljano, iščejo ga državni organi. Najame si stanovanje v enem izmed ljubljanskih hotelov. Vseskozi se mu zdi, da ga ljudje opazujejo in mu sledijo. Nekega dne gre mimo galerije, kjer ravno pripravljajo neko razstavo, za katero se izkaže, da je njegova. Slikar se pomeša med množico, prideta policista in sprašujeta po njem, a ljudje ne vedo ničesar. Slikar se vrne v hotel. Svojo sliko zagleda v časopisu in se ustraši, da ga bodo ljudje prepoznali. Po zajtrku se nanj prilepi nek berač, ki trdi, da je njegov nekdanji sošolec, ponuja mu zatočišče pred organi in noče vzeti denarja, ki mu ga ponuja slikar. Slikar noče beračeve pomoči, ta mu kasneje tudi prizna, da si je vse skupaj izmislil. Dogajanje se preseli v frizerski salon, kjer si da slikar spremeniti frizuro. Tam spozna žensko in se z njo zaplete. Ves čas, ko živi v Ljubljani, pa si slikar želi, da bi prišel nazaj v Kozare. Čisto na koncu pa popisuje svoje umiranje. 